# Ставчанська сільська рада (Новоушицький район)
Ставча́нська сільська́ ра́да — адміністративно-територіальна одиниця та орган місцевого самоврядування в Новоушицькому районі Хмельницької області. Адміністративний центр — село Ставчани.

## Загальні відомості
Ставчанська сільська рада утворена в 1918 році.
- Територія ради: 44,27 км²
- Населення ради: 1 745 осіб (станом на 2001 рік)

## Населені пункти
Сільській раді підпорядковані населені пункти:
- с. Ставчани
- с. Любомирівка
- с. Слобідка
- с. Стара Гута

## Склад ради
Рада складається з 16 депутатів та голови.
- Голова ради: Басько Олена Анатоліївна
- Секретар ради: Мегель Станіслава Анатоліївна

### Керівний склад попередніх скликань
| Прізвище, ім'я, по батькові | Основні відомості                                                             | Дата обрання | Дата звільнення |
| --------------------------- | ----------------------------------------------------------------------------- | ------------ | --------------- |
| Кушнір Володимир Васильович | Сільський голова, 1955 року народження, член Соціалістичної партії України    | 26.03.2006   | 21.05.2008      |
| Басько Олена Анатоліївна    | Сільський голова, 1970 року народження, освіта незакінчена вища, позапартійна | 30.11.2008   | 31.10.2010      |
| Басько Олена Анатоліївна    | Сільський голова, 1970 року народження, освіта незакінчена вища, позапартійна | 31.10.2010   |                 |

Примітка: таблиця складена за даними сайту Верховної Ради України

### Депутати
За результатами місцевих виборів 2010 року депутатами ради стали:

#### За суб'єктами висування
| Суб'єкт висування           | Кількість обраних депутатів | %    |
| --------------------------- | --------------------------- | ---- |
| Самовисування               | 7                           | 43,8 |
| Народна партія              | 4                           | 25   |
| Партія регіонів             | 3                           | 18,8 |
| Комуністична партія України | 2                           | 12,5 |

#### За округами
| № округу                    | Прізвище, ім'я, по батькові    | Дата визнання обраним | Освіта             | Партійна приналежність | Відомості про обраного депутата                             |
| --------------------------- | ------------------------------ | --------------------- | ------------------ | ---------------------- | ----------------------------------------------------------- |
| Комуністична партія України |                                |                       |                    |                        |                                                             |
| 2                           | Козачук Оксана Іванівна        | 05.11.2010            | середня            | позапартійна           | тимчасово не працює                                         |
| 5                           | Білоусов Володимир Тимофійович | 05.11.2010            | вища               | позапартійний          | Корпорація «Сварог-Дністер», головний інженер               |
| Народна Партія              |                                |                       |                    |                        |                                                             |
| 1                           | Рогатин Анатолій Васильович    | 05.11.2010            | середня            | позапартійний          | тимчасово не працює                                         |
| 12                          | Сивун Микола Григорович        | 05.11.2010            | середня            | член Народної партії   | приватний підприємець                                       |
| 14                          | Войнаровська Зоя Адварівна     | 05.11.2010            | середня            | член Народної партії   | тимчасово не працює                                         |
| 15                          | Слободецька Людмила Степанівна | 05.11.2010            | вища               | член Народної партії   | тимчасово не працює                                         |
| Партія регіонів             |                                |                       |                    |                        |                                                             |
| 4                           | Катрич Ася Василівна           | 05.11.2010            | середня спеціальна | позапартійна           | тимчасово не працює                                         |
| 10                          | Громяк Людмила Леонтіївна      | 05.11.2010            | вища               | позапартійна           | Ставчанська загальноосвітня школа І-ІІ ст., вчитель         |
| 16                          | Мегель Станіслава Анатоліївна  | 05.11.2010            | вища               | член Партії регіонів   | Ставчанська сільська рада, головний бухгалтер               |
| Самовисування               |                                |                       |                    |                        |                                                             |
| 3                           | Мазур Антоніна Григорівна      | 05.11.2010            | вища               | позапартійна           | ФП с. Любомирівка, санітарка                                |
| 6                           | Горяк Геннадій Федорович       | 05.11.2010            | вища               | позапартійний          | тимчасово не працює                                         |
| 7                           | Грузєва Алла Григорівна        | 05.11.2010            | вища               | позапартійна           | Слобідка ВПЗ, начальник ВПЗ                                 |
| 8                           | Бетлій Анатолій Миколайович    | 05.11.2010            | середня спеціальна | позапартійний          | Корпорація «Сварог-Дністер», керуючий по масиву с. Слобідка |
| 9                           | Гвоздюк Інна Василівна         | 05.11.2010            | вища               | позапартійна           | ФП с. Ставчани, фельдшер                                    |
| 11                          | Гнатюк Володимир Петрович      | 05.11.2010            | середня            | позапартійний          | Старогутянський ФП, (санітар)                               |
| 13                          | Бомба Юрій Михайлович          | 09.01.2011            | вища               | позапартійний          | Шаргородський молокозавод, приймальник молока               |